# Sân bay Spilve
Sân bay Spilve (tiếng Latvia: Spilves lidosta, cũng gọi là Rīgas Centrālā lidosta – Sân bay Trung Riga) là một sân bay oqr Latvia, khoảng 5 km về phía bắc của trung tâm thành phố Riga. Sân bay này thành sân bay quốc tế đầu tiên của Riga trong thập niên 1930 và năm 1937 có các tuyến bay với Helsinki qua Tallinn, Warsawa qua Vilnius, Berlin và Moskva qua Kaunas. Sau thế chiến II và trải qua thời gian bị Liên Xô chiếm đóng, sân bay này đã được xây lại, là trung tâm của Aeroflot. Sân bay này đã đóng cửa đối với các chuyến bay theo lịch trình cuối thập niên 1980.
Một trường kỹ thuật nằm ở đây cho đến thập niên 1990 với các loại máy bay Ilyushin Il-18, Ilyushin Il-62 và Tupolev Tu-134.